# Quintus din Smyrna
Quintus din Smyrna, cunoscut și sub numele de Kointos Smyrnaios (în greacă Κόϊντος Σμυρναῖος, n. secolul al IV-lea d.Hr., Smyrna, Roma Antică – d. secolul al IV-lea d.Hr.), a fost un poet epic grec al cărui poem Posthomerica  (cu sensul După Homer) continuă narațiunea războiului troian din Iliada. Datele biografice ale lui Quintus din Smyrna (actualul Izmir) sunt contestate: în mod tradițional, se credea că el a trăit în ultima parte a secolului al IV-lea d.Hr., dar au fost propuse și date anterioare.
Epopeea sa în paisprezece volume, cunoscută sub numele de Posthomerica, acoperă perioada de la sfârșitul epopeii Iliada a lui Homer până la sfârșitul războiului troian.
Importanța textului este aceea ca este cea mai veche lucrare care a supraviețuit și care prezintă această perioadă; lucrările antice din ciclul epic troian, pe care el le-a cunoscut și din care s-a inspirat, fiind considerate pierdute. Textul epopeii lui Quintus din Smyrna este inspirat din poeziile din care s-a inspirat și Virgil (ale cărui opere probabil că i-au fost cunoscute), în special din poemele Aethiopis (Venirea lui Memnon) și Iliupersis (Distrugerea Troiei) de Arctinus din Milet, din Heleneis (acum un text pierdut) de Philodoppides din Messania și Ilias Mikra (Mica Iliadă) de Lescheos din Pyrrha.
Opera sa este modelată îndeaproape după cea a lui Homer. Multă vreme, opera lui Quintus a fost considerată inferioară celei a lui Homer; cu toate acestea, acum s-a înțeles cât de inventiv și creativ a fost Quintus în raport cu epopeea homerică.

## Biografie
Datele privind viața lui Quintus sunt controversate, dar sunt plasate în mod tradițional în ultima parte a secolului al IV-lea d.Hr.
A. S. Way a sugerat că „datele privind viața lui Quintus se deduc aproximativ din două pasaje din poem, într-unul apare o ilustrare a luptelor dintre oameni și fiare în amfiteatru, care au fost interzise de Teodosius I (379-395 d.Hr.) și un alt pasaj care conține o profeție care își limitează aplicabilitatea la jumătatea secolului al IV-lea d.Hr." 
Unii cercetători sugerează o dată anterioară din secolul al III-lea sau chiar al II-lea, susținând că Posthomerica pare a fi o influență din „a doua sofistică”, școala oratorilor greci care a înflorit în secolele I și al II-lea. Conform afirmațiilor lui Quintus din Posthomerica  (xii. 310), el a început să compună poezie în fragedă tinerețe, în timp ce avea oi lângă Smyrna (actualul Izmir).
Un poet creștin al secolului al IV-lea, Dorotheus, cunoscut pentru poemul său epică grecesc, Viziunea lui Dorotheus, a fost identificat ca fiul lui Quintus din Smyrna. La sfârșitul manuscrisului Viziunii sale, el se identifică drept „Dorotheus, fiul lui Quintus poetul”. Această identificare este susținută de faptele că nu există niciun alt poet cu numele Quintus în această perioadă și că Dorotheus folosește aceeași structură poetică homerică ca Quintus. În ciuda acestui fapt, Dorotheus a avut mai multe erori metrice pe care Quintus le-a evitat, ceea ce indică faptul că Dorotheus nu a moștenit cultura homerică a lui Quintus.

## Posthomerica

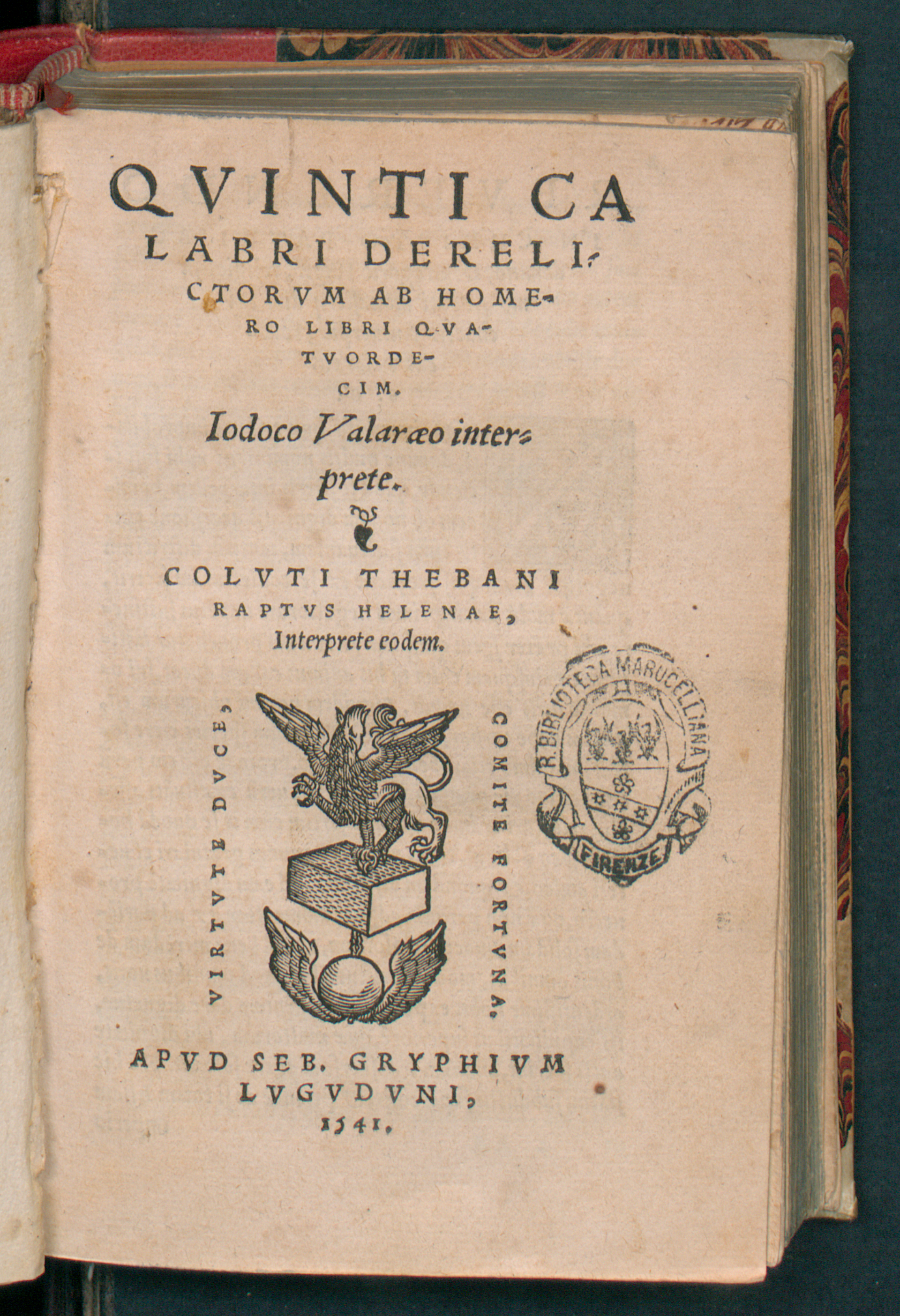
Posthomerica, 1541

Narațiunea din Posthomerica începe acolo unde se încheie Iliada lui Homer, imediat după ce trupul lui Hector a ajuns la troieni. Primele patru cărți, care au aceeași intrigă ca cea din Aethiopis a lui Arctinus din Milet, descriu faptele și moartea reginei amazoanelor, Penthesileiea  și a lui Memnon, fiul zeiței zorilor, Eos, ambii uciși de Ahile și moartea lui Ahile însuși și jocurile funerare în onoarea lui.
Volumele cinci - douăsprezece, care au aceeași intrigă ca cea din Mica Iliada de Lescheos din Pyrrha, prezintă competiția dintre Aiax din Salamina și Odiseu pentru armele lui Ahile, moartea lui Aiax prin sinucidere, faptele lui Neoptolemeu (fiul lui Ahile), Euripil, fiul lui Telefus și Deifobus, decesele lui Paris și a Oinonei și construcția calului troian din lemn. Pe lângă faptul că s-a inspirat din opera lui Lesches, este probabil ca aceste cărți să adune materiale originale din tragedia greacă, cum ar fi reprezentarea lui Sofocle a lui Aiax.
Cărțile rămase, care acoperă același subiect ca și Distrugerea Troiei a lui Arctinus din Milet, se referă la cucerirea Troiei prin intermediul unui cal din lemn, sacrificiul prințesei Polixena la mormântul lui Ahile, plecarea grecilor și împrăștierea lor de către furtună.

## Ediții
Ediția princeps a lui Aldus Manutius a fost publicată la Veneția, în anul 1504 sub titlul Quinti Calabri derelictorum ab Homero libri XIV. Aldus îl numește pe autor Quintus Calaber, pentru că singurul manuscris cunoscut al poeziei sale a fost descoperit la Otranto, în Calabria, de către cardinalul Bessarion, în 1450. Numele său familiar i-a fost dat pentru prima dată de editorul său Lorenz Rhodomann, în 1577, care a inclus o traducere latină de Michael Neander.
În secolul al XX-lea, a existat un interes reînnoit pentru poet și poemul său, cu traducerea lui A. Way (Biblioteca clasică Loeb vol. 19, 1913); o nouă ediție a textului cu comentarii parțiale și traducere în franceză realizată de Francis Vian (3 vol. publicate de Budé, 1963, 1966, 1969); traducerea în engleză a lui Frederick Combellack; Comentariul detaliat al lui Alan James și Kevin Lee la cartea 5; și traducerea în engleză a lui Alan James, cu text și comentarii recent editate.

### În limba română
În 1988, a apărut fragmentul Războiul Troiei sau sfârșitul Iliadei la Editura Minerva în Colecția Biblioteca pentru toți, nr. 300, în traducerea lui D. Șt. Rădulescu și cu o introducere de Eugen Cizek (246 de pagini).
Eugen Cizek afirmă că poetul Quintus, cu această lucrare, îl completează pe Homer, întregește tabloul vârstei eroice a lumii antice și îl ajută pe cititor să înțeleagă mai bine desfășurarea legendarului război troian.

## Citate
1. ↑  CONOR.SI[*] Verificați valoarea |titlelink= (ajutor)
2. 1 2  Baumbach, M. & Bär, S. (2007). Quintus Smyrnaeus: Transforming Homer in Second Sophistic Epic. De Gruyter. p. 2-8.
3. ↑  Maciver, Calum (2012). Quintus Smyrnaeus' Posthomerica: Engaging Homer in Late Antiquity. Brill. p. 17-18.
4. 1 2  Maciver, Calum (2012). Quintus Smyrnaeus' Posthomerica: Engaging Homer in Late Antiquity. Brill.
5. ↑  Way, A. S. (1913). Quintus Smyrnaeus: The Fall of Troy. Harvard University Press.
6. ↑  Baumbach, M. & Bär, S. (2007). Quintus Smyrnaeus: Transforming Homer in Second Sophistic Epic. De Gruyter. p. 2-8.
7. ↑  Quintus din Smyrna, Posthomerica, xii. 310
8. ↑  Bremmer, Jan N. (2002). „God's heavenly palace as a military court: The Vision of Dorotheus”. The Rise and Fall of the Afterlife. The 1995 Read-Tuckwell Lecture at the University of Bristol. Routledge. pp. 128-133. ISBN 9780415141482.
9. 1 2  James, Alan and Lee, Kevin (2000). A Commentary on Quintus of Smyrna, Posthomerica V. Brill.
10. ↑  Cointi Smyrnaei, popularis Homeri, poëtae vetustissimi et suavissimi, Ilii excidii libri duo, Reditus Graecorum capta liber unus. Expositi olim in schola Ilfeldensi et editi nunc studio, industria et labore Laurentii Rhodomanni. (Leipzig: Steinmann) 1577.
11. ↑  Combellack, Frederick (1968). The War at Troy: What Homer Didn't Tell, by Quintus of Smyrna. Oklahoma.
12. ↑  James, Alan (2004). Quintus of Smyrna. The Trojan Epic. Posthomerica. Baltimore and London: Johns Hopkins University Press.
13. ↑  Războiul Troiei sau sfârșitul Iliadei, printrecarti.ro. Accesat la 28 mai 2020.
14. ↑  Războiul Troiei sau sfârșitul Iliadei, targulcartii.ro. Accesat la 28 mai 2020.
15. 1 2  Quintus din Smyrna, Coperta IV a volumului Războiul Troiei sau sfârșitul Iliadei, Editura Minerva, Biblioteca pentru toți, 1988, targulcartii.ro. Accesat la 28 mai 2020